# La Carolina (Venezuela)
Pour les articles homonymes, voir Carolina.
La Carolina est la capitale de la paroisse civile de Zea de la municipalité de Heres de l'État de Bolívar au Venezuela.